# Tibet művészete

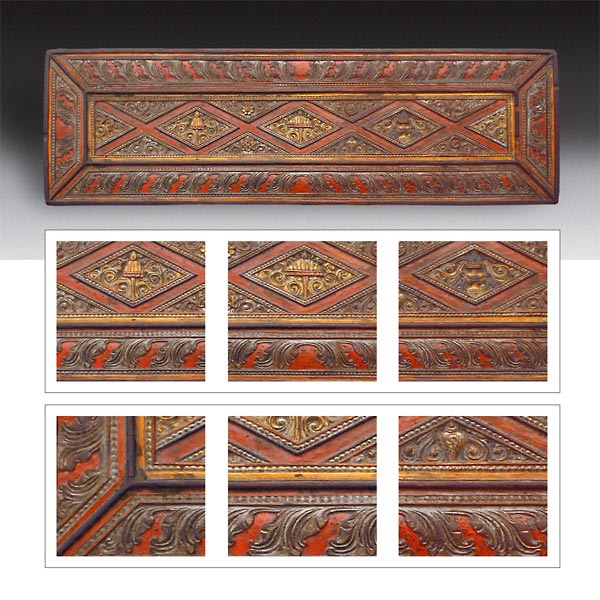
15-16. századi vésett kézirattal díszített borítás. A tibeti faragóművészet kitűnő példája egyszerű dizájnnal és szent elemekkel. Ez a vésett és lakozott kéziratborítás geometriai ábrái között sztúpák és baldachinok szerepelnek. Csak ezekben az ikonográfiában gazdag fafaragásokban szerepelnek a szerencsés szimbólumok ötvözetei (astamangala), köztük a „drága napernyő” az üdvös cselekedetek és az elemektől való védelem jelképe, a győzedelmi zászló, amely a tudat és a test dicsőséges győzelmének szimbóluma, valamint a „kincses váza”, a kimeríthetetlen kincsesláda és gazdagság szimbóluma.

A tibeti művészet mesterei több mint ezer éve játszanak kulcsszerepet Tibet kulturális életében, miközben hatással voltak a mindennapi élet minden aspektusára, a festett bútoroktól kezdve a vallási épületekben a gazdagon díszített freskókig. A 20. század közepe előttről fennmaradt műalkotások nagy többsége vallásos témájú, és a fő tárgyakat a thangkák, a tibeti buddhista falfestmények, apró bronz vagy nagy agyag szobrok, stukkók és fadíszítések. Ezek a tibeti buddhizmus vallási intézményeinek vagy tehetős személyek rendelésére készültek szerzetesek és világi emberek hatalmas műhelyeiben. Ezen személyek kiléte többnyire nem ismert.
Tibet művészetét az évszázadok során felé érkező hatások mentén lehet tanulmányozni. Ezen hatások közé tartoznak a kínai, a nepáli, az indiai és az egyéb vallási stílusok.

## Mahájána buddhista hatások

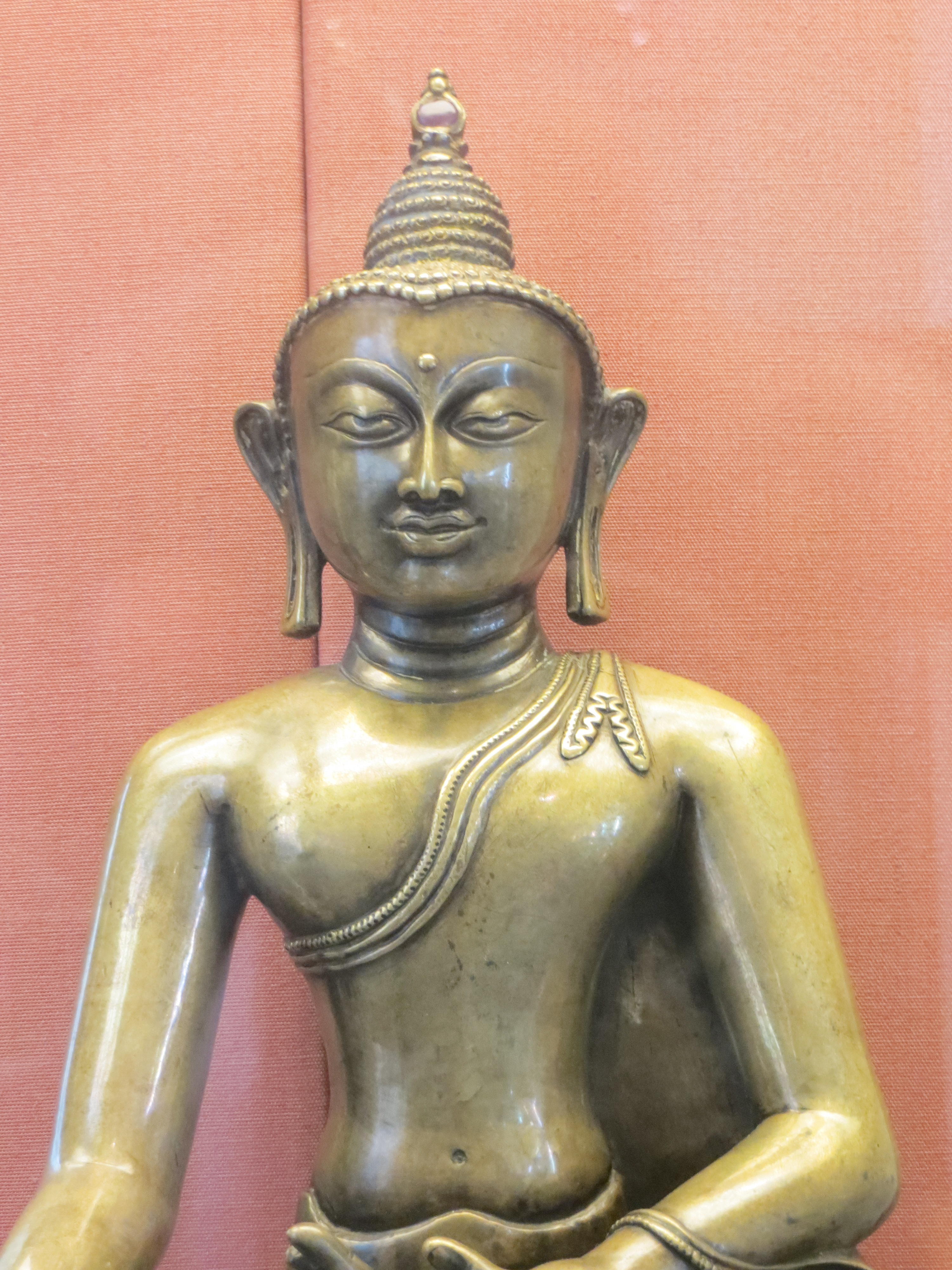
Aksobhja buddha bronz szobra, Tibet, 12-13. század, British Museum

A mahájána buddhizmus a 4. században önálló iskolává terjed ki. Ebben az irányzatban kiemelkedő hangsúlyt kaptak a bodhiszattvák, akik olyan együtt érző személyek, akik a saját megvilágosodásukat késleltetik, hogy más érző lényeknek még segíthessenek eljutni a nirvánába. Egészen a korai időktől kezdve különféle bodhiszattvák kerültek a tibeti szobrászművészet központjába. A mahájána buddhizmusból kifejlődő tibeti buddhizmus ezt a hagyományt vette át. A vadzsrajána (vagy buddhista tantra) domináns jelenléte azonban fölülmúlhatta a mahájána jelentőségét a művészetekben. A tibeti művészetben szereplő bodhiszattvát általában Csenrezig (Avalókitésvara) alakjában jelenítették meg, aki általában egy ezerkarú szent embert jelentett, minden tenyerében egy szemmel, amelyek képesek meglátni az érző lények kívánságait. Az istenség jidamot, azaz meditációs buddhát is jelenthet a vadzsrajána gyakorlatokhoz.

## Tantrikus hatások

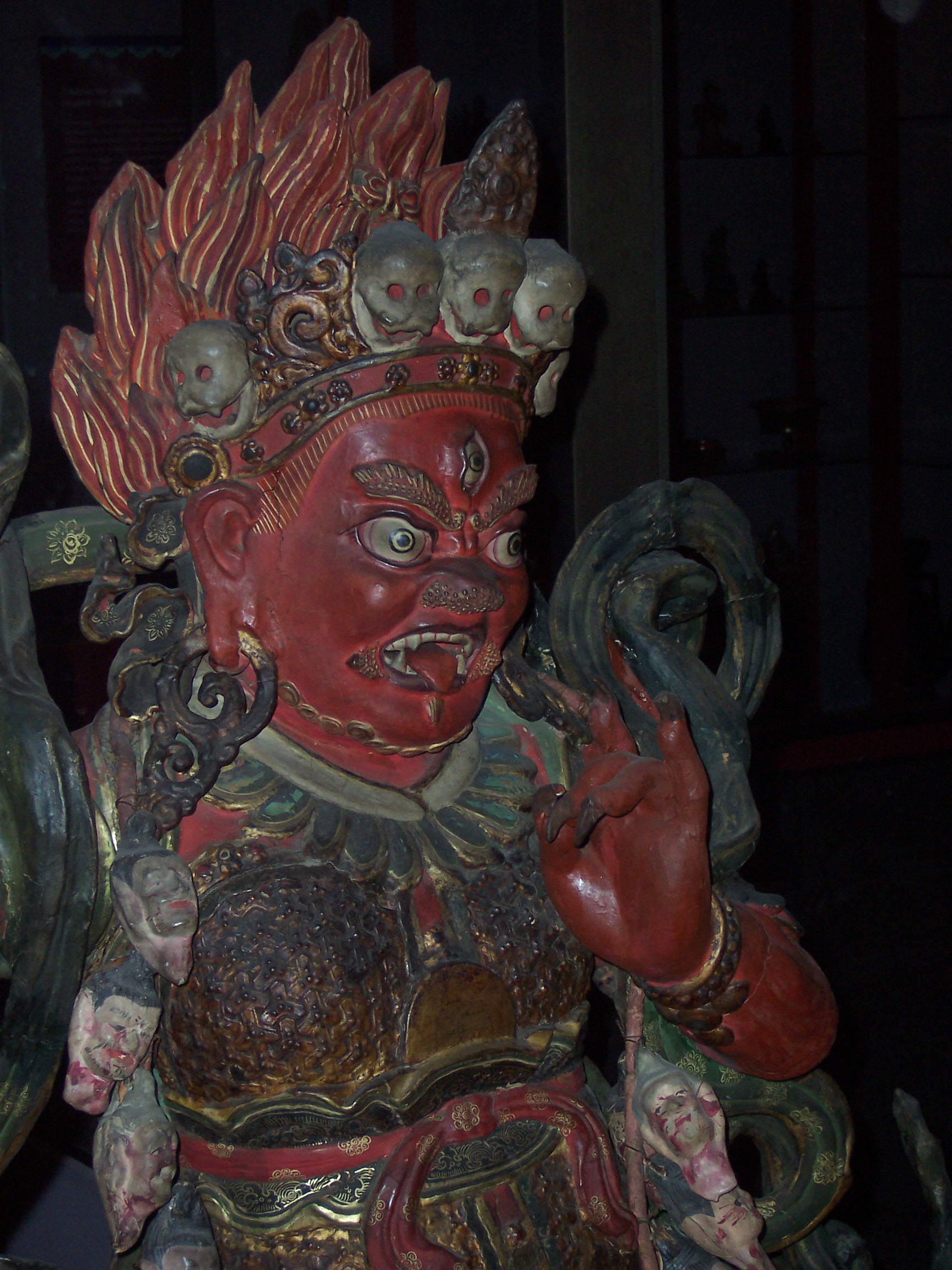
Dharmapála, Field múzeum, Chicago.

A tibeti buddhizmusban szerepelnek ún. tantrikus jegyek, amelyet úgy is neveznek, hogy vadzsrajána, a benne lévő vadzsra vagy gyémánt mennykő (tibeti nyelven dordzse) szimbólum miatt. A tibeti buddhista művészet nagy része a tantra gyakorlat részének tekinthető. A vadzsrajána technikák többféle vizualizációs módszert használnak a meditációk során, és a legtöbb aprólékosan kidolgozott tantrikus műtárgy ezekhez a vizualizációkhoz nyújt segítséget meditációs istenségek (jidamok), mandalák és mindenféle rituális eszközök bemutatásán keresztül.
A tantrikus buddhizmus meglepő jellegzetessége a haragos istenségek, amelyeket gyakran mérges arccal, lángcsóvákkal és halálfejekkel ábrázolnak. Ezek a Védelmezők (szanszkrit: dharmapála) szerepét töltik be és a rémisztő külső mögött az igaz természetük valójában együtt érző. Haragos tekintetük az elszántságukat fejezi ki, hogy védelmezik a dharma tanításokat és a speciális tantrikus gyakorlatokat, valamint megakadályozzák a korrupciót és a gyakorlástól való elbátortalanodást. Ezek segítségével például legyőzhető a gyakorló negatív hozzáállása.

## Bön hatás
A Himalája bennszülött sámán vallása a bon (vagy bön), amely jelentősen hozzájárul a helyi gondviselő istenek panteonjához a tibeti művészetben.  A tibeti templomokban (helyi elnevezésük: lhakhang) a Buddha vagy Padmaszambhava szobrok mellett szerepelnek egyéb helyi, gondviselő istenségek, amelyeket gyakran haragos vagy sötét formában ábrázolnak. Ezek az égi alakok egykoron bajt és betegséget hoztak a helyi lakosokra, Padmaszambhava eljövetele után azonban ezek a negatív erők elcsitultak és már Buddhát szolgálják.

## Kortárs tibeti művészet

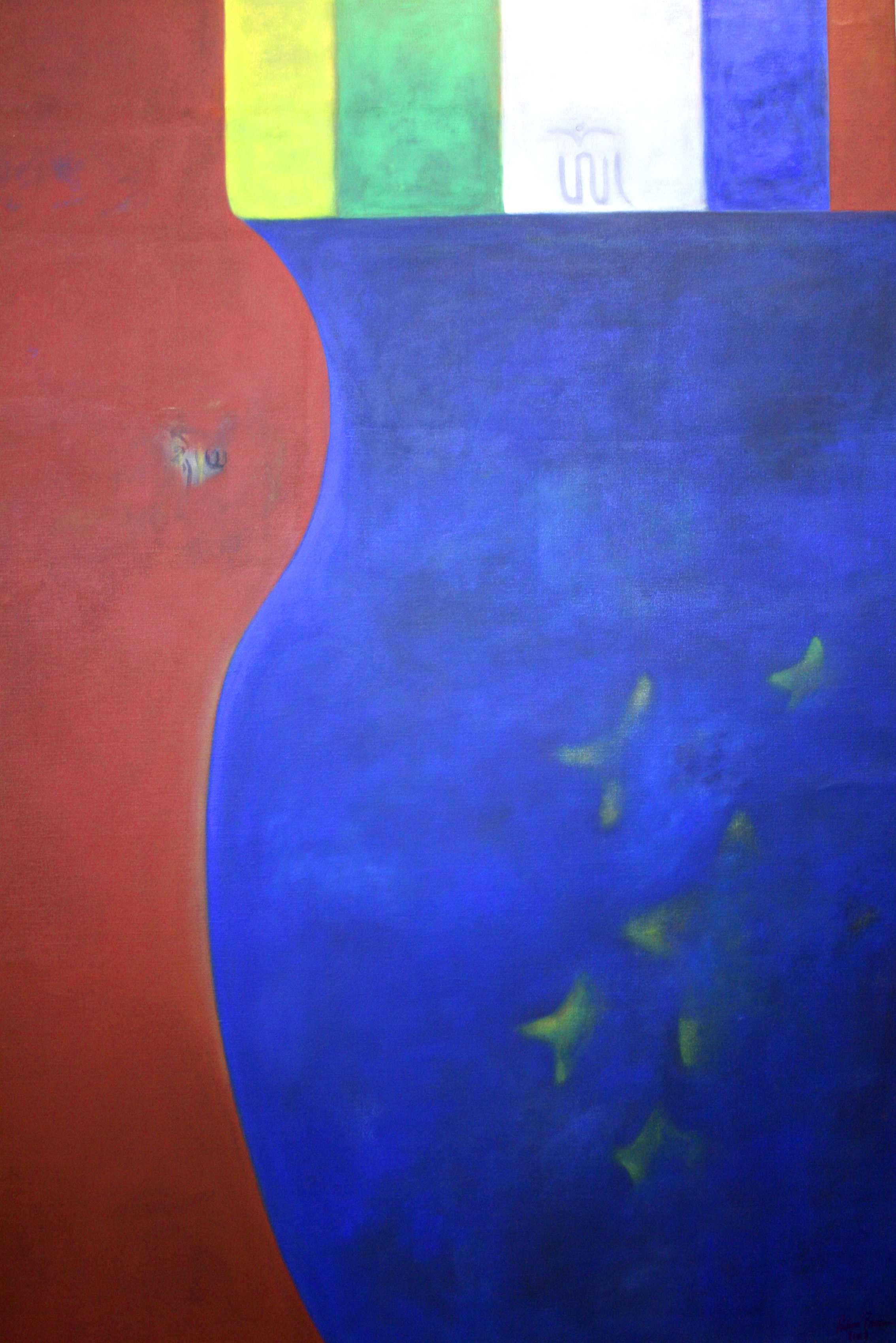
Szonam Dolma Brauen festménye, 2008 "visionary artists for Tibet" kiállítás

A kortárs tibeti művészet a modern Tibetre vonatkozik, azaz az 1950 utáni Tibetre. Vonatkozhat egyúttal a tibeti diaspórára is, amely kifejezetten politikai és vallásos természetű. A kortárs tibeti művészetek közé tartozik a thangka (vászonra készült vallásos festménytekercs) és a radikálisabb avantgárd művek.
A kortárs tibeti művészet egyik képviselője a tibeti-svájci festő, Szonam Dolma Brauen.